# Serie C 2022/2023
Soutěžní ročník Serie C 2022/23 byl 9. ročník třetí nejvyšší italské fotbalové ligy. Soutěž začala 3. září 2022 a základní část skončila 23. dubna 2023. Finále play off se odehrálo v červnu 2023. Účastnilo se jí celkem 60 týmů rozdělené do tří skupin po 20 klubech. Do Serie B|2. ligy postoupily Feralpisalò, Reggiana a Catanzaro, které vyhrály své skupiny. Posledním postupujícím se stalo Lecco, které vyhrálo play off.
Pro následující sezonu nebyly přijaty tyto kluby:
- Campobasso: v minulé sezóně se umístil na 13. místě ve skupině C, kvůli finančním problémům byli vyloučeni z profesionálních lig.
- Teramo: v minulé sezóně se umístil na 15. místě ve skupině B, kvůli finančním problémům byli vyloučeni z profesionálních lig.

Klub Fermana který měl sestoupit do 4. ligy byl ponechán v soutěži.
Nováčky pro sezonu 2022/23: Ze 2. ligy tyto kluby: Vicenza, Pordenone , Crotone a Alessandria . Ze 4. ligy postoupily tyto kluby: Giugliano Calcio 1928, SS Audace Cerignola, ASD Gelbison Cilento Vallo, Rimini, San Donato Tavarnelle, US Recanatese, Torres, Novara, FC Sangiuliano City a FC Arzignano Valchiampo.

## Skupina A
| Poř. | Tým                  | Z  | V  | R  | P  | VG | OG | B  |
| ---- | -------------------- | -- | -- | -- | -- | -- | -- | -- |
| 1.   | Feralpisalò          | 38 | 20 | 11 | 7  | 41 | 21 | 71 |
| 2.   | Pordenone            | 38 | 16 | 14 | 8  | 53 | 35 | 62 |
| 3.   | Lecco                | 38 | 17 | 11 | 10 | 45 | 40 | 62 |
| 4.   | Pro Sesto            | 38 | 16 | 12 | 10 | 46 | 45 | 60 |
| 5.   | Padova               | 38 | 15 | 14 | 9  | 47 | 40 | 59 |
| 6.   | Virtus Verona        | 38 | 15 | 13 | 10 | 46 | 30 | 58 |
| 7.   | Vicenza              | 38 | 17 | 7  | 14 | 64 | 47 | 58 |
| 8.   | Renate               | 38 | 14 | 11 | 13 | 49 | 55 | 53 |
| 9.   | Arzignano Valchiampo | 38 | 13 | 14 | 11 | 43 | 38 | 53 |
| 10.  | Novara               | 38 | 15 | 7  | 16 | 48 | 45 | 52 |
| 11.  | Pergolettese         | 38 | 14 | 9  | 15 | 43 | 42 | 51 |
| 12.  | Pro Patria           | 38 | 13 | 11 | 14 | 37 | 43 | 50 |
| 13.  | Juventus Next Gen    | 38 | 13 | 10 | 15 | 42 | 48 | 49 |
| 14.  | Trento               | 38 | 12 | 10 | 16 | 40 | 42 | 46 |
| 15.  | Pro Vercelli         | 38 | 12 | 10 | 16 | 38 | 47 | 46 |
| 16.  | Mantova              | 38 | 12 | 9  | 17 | 48 | 62 | 45 |
| 17.  | Sangiuliano City     | 38 | 12 | 6  | 20 | 38 | 46 | 42 |
| 18.  | Triestina            | 38 | 9  | 12 | 17 | 31 | 45 | 39 |
| 19.  | AlbinoLeffe          | 38 | 9  | 11 | 18 | 43 | 54 | 38 |
| 20.  | Piacenza             | 38 | 8  | 14 | 16 | 42 | 59 | 38 |

Poznámky
- Z = Odehrané zápasy; V = Vítězství; R = Remízy; P = Prohry; VG = Vstřelené góly; OG = Obdržené góly; B = Body
- za výhru 3 body, za remízu 1 bod, za prohru 0 bodů.

|  | Přímý postup do Serie B 2023/24 |
|  | Play off                        |
|  | Play out                        |
|  | Přímý sestup do Serie D 2023/24 |

### Play out
Boj o udržení v Serii C se hrálo 6. a 13. května 2023.
AlbinoLeffe – Mantova 1:0, 1:1 

Triestina – Sangiuliano City 0:0, 2:1
Sestup do Serie D 2023/24 měly kluby Mantova a Sangiuliano City.

## Skupina B
| Poř. | Tým                   | Z  | V  | R  | P  | VG | OG | B  |
| ---- | --------------------- | -- | -- | -- | -- | -- | -- | -- |
| 1.   | Reggiana              | 38 | 24 | 9  | 5  | 63 | 27 | 81 |
| 2.   | Cesena                | 38 | 23 | 10 | 5  | 66 | 24 | 79 |
| 3.   | Virtus Entella        | 38 | 23 | 10 | 5  | 60 | 31 | 79 |
| 4.   | Carrarese             | 38 | 18 | 8  | 12 | 51 | 42 | 62 |
| 5.   | Gubbio                | 38 | 17 | 10 | 11 | 50 | 34 | 61 |
| 6.   | Pontedera             | 38 | 16 | 12 | 10 | 48 | 39 | 60 |
| 7.   | Ancona                | 38 | 16 | 10 | 12 | 55 | 44 | 58 |
| 8.   | Lucchese              | 38 | 12 | 15 | 11 | 36 | 32 | 51 |
| 9.   | Siena (-2 body)       | 38 | 11 | 17 | 10 | 40 | 40 | 48 |
| 10.  | Rimini                | 38 | 11 | 14 | 13 | 43 | 41 | 47 |
| 11.  | Recanatese            | 38 | 11 | 14 | 13 | 39 | 43 | 47 |
| 12.  | Fermana               | 38 | 9  | 17 | 12 | 43 | 49 | 44 |
| 13.  | Olbia                 | 38 | 9  | 14 | 15 | 43 | 50 | 41 |
| 14.  | Fiorenzuola           | 38 | 11 | 8  | 19 | 31 | 44 | 41 |
| 15.  | Torres                | 38 | 9  | 12 | 17 | 24 | 55 | 39 |
| 16.  | Vis Pesaro            | 38 | 9  | 12 | 17 | 24 | 55 | 39 |
| 17.  | Alessandria           | 38 | 9  | 11 | 18 | 33 | 52 | 38 |
| 18.  | San Donato Tavarnelle | 38 | 8  | 13 | 17 | 40 | 62 | 37 |
| 19.  | Imolese (-6 bodů)     | 38 | 9  | 9  | 20 | 29 | 55 | 30 |
| 20.  | Montevarchi           | 38 | 6  | 10 | 22 | 32 | 59 | 28 |

Poznámky
- Z = Odehrané zápasy; V = Vítězství; R = Remízy; P = Prohry; VG = Vstřelené góly; OG = Obdržené góly; B = Body
- za výhru 3 body, za remízu 1 bod, za prohru 0 bodů.

|  | Přímý postup do Serie B 2023/24 |
|  | Play off                        |
|  | Play out                        |
|  | Přímý sestup do Serie D 2023/24 |

### Play out
Boj o udržení v Serii C se hrálo 6. a 13. května 2023.
San Donato Tavarnelle – Alessandria 1:2, 1:1
Sestup do Serie D 2023/24 měl klub San Donato Tavarnelle.

## Skupina C
| Poř. | Tým                        | Z  | V  | R  | P  | VG  | OG | B  |
| ---- | -------------------------- | -- | -- | -- | -- | --- | -- | -- |
| 1.   | Catanzaro                  | 38 | 30 | 6  | 2  | 102 | 21 | 96 |
| 2.   | Crotone                    | 38 | 23 | 11 | 4  | 57  | 31 | 80 |
| 3.   | Pescara                    | 38 | 19 | 8  | 11 | 58  | 42 | 65 |
| 4.   | Foggia                     | 38 | 18 | 7  | 13 | 60  | 44 | 61 |
| 5.   | Audace Cerignola           | 38 | 16 | 12 | 10 | 48  | 41 | 60 |
| 6.   | AZ Picerno                 | 38 | 15 | 14 | 9  | 40  | 34 | 59 |
| 7.   | Monopoli                   | 38 | 16 | 6  | 16 | 46  | 48 | 54 |
| 8.   | Latina                     | 38 | 12 | 13 | 13 | 39  | 46 | 49 |
| 9.   | Potenza                    | 38 | 10 | 18 | 10 | 49  | 57 | 48 |
| 10.  | Juve Stabia                | 38 | 12 | 10 | 16 | 37  | 49 | 46 |
| 11.  | Taranto                    | 38 | 11 | 13 | 14 | 26  | 36 | 46 |
| 12.  | Giugliano                  | 38 | 11 | 13 | 14 | 51  | 61 | 46 |
| 13.  | Virtus Francavilla         | 38 | 13 | 6  | 19 | 47  | 54 | 45 |
| 14.  | Avellino                   | 38 | 11 | 10 | 17 | 42  | 49 | 43 |
| 15.  | Turris                     | 38 | 11 | 10 | 17 | 40  | 56 | 43 |
| 16.  | Monterosi Tuscia (-2 body) | 38 | 10 | 14 | 14 | 39  | 45 | 42 |
| 17.  | Messina                    | 38 | 11 | 8  | 19 | 32  | 47 | 41 |
| 18.  | Gelbison                   | 38 | 7  | 15 | 16 | 25  | 40 | 36 |
| 19.  | Viterbese (-2 body)        | 38 | 8  | 11 | 19 | 35  | 52 | 33 |
| 20.  | Fidelis Andria             | 38 | 6  | 15 | 17 | 29  | 49 | 33 |

Poznámky
- Z = Odehrané zápasy; V = Vítězství; R = Remízy; P = Prohry; VG = Vstřelené góly; OG = Obdržené góly; B = Body
- za výhru 3 body, za remízu 1 bod, za prohru 0 bodů.

|  | Přímý postup do Serie B 2023/24 |
|  | Play off                        |
|  | Play out                        |
|  | Přímý sestup do Serie D 2023/24 |

### Play out
Boj o udržení v Serii C se hrálo 6. a 13. května 2023.
Gelbison – Messina 1:0, 0:1
Sestup do Serie D 2023/24 měl klub Gelbison.

## Play off
Boj o postupující místo do Serie B 2023/24.

### 1. předkolo
Zápasy se hrály 11. května 2023.
Padova – Pergolettese 1:0

Virtus Verona – Novara 3:0

Renate – Arzignano Valchiampo 0:0

Gubbio – Rimini 1:1

Pontedera – Siena 2:1

Ancona – Lucchese 1:1

Audace Cerignola – Juve Stabia 3:0

AZ Picerno – Potenza 0:1

Monopoli – Latina 1:0

### 2. předkolo
Zápasy se odehrály 14. května 2023.
Pro Sesto – Renate 1:1

Padova – Virtus Verona 0:1

Carrarese – Ancona 0:1

Gubbio – Pontedera 1:1

Foggia – Potenza 1:1

Audace Cerignola – Monopoli 2:1

### 1. kolo
Zápasy se odehrály 18. a 22. května 2023.
Pro Sesto – Vicenza 2:1 a 0:2

Virtus Verona – Pescara 2:2 a 1:3

Ancona – Lecco 2:2 a 1:1

Gubbio – Virtus Entella 2:0 a 1:3

Audace Cerignola – Foggia 4:1 a 0:3

### 2. kolo
Zápasy se odehrály 27. a 31. května 2023.
Vicenza – Cesena 0:0 a 0:0

Lecco – Pordenone 0:1 a 3:1

Pescara – Virtus Entella 2:1 a 3:2

Foggia – Crotone 1:0 a 2:2

### Semifinále
Zápasy se odehrály 4. a 8. června 2023.
Lecco – Cesena 1:2 a 1:0 (5:3 na pen.)

Foggia – Pescara 2:2 a 1:0 (4:3 na pen.)

### Finále
Zápasy se odehrály 13. a 18. června 2023.
Lecco – Foggia 2:1 a 3:1
Klub Lecco postoupilo do Serie B.